# The Man Life Passed By
The Man Life Passed By is een Amerikaanse dramafilm uit 1923 onder regie van Victor Schertzinger. Destijds werd de film in Nederland uitgebracht onder de titel De strijd des levens.

## Verhaal
John Corbin werkt jarenlang aan een uitvinding, die wordt gestolen door de ijzermagnaat Jonathan Moore. Na de dood van zijn moeder komt hij in de goot terecht. De kastelein Crogan en de zendingswerkster Hope Moore helpen John er weer bovenop. Als een stel baldadige jongeren amok maakt in het café van Crogan, snelt hij Joy Moore te hulp. Ze blijkt de dochter te zijn van Jonathan Moore. Door het voorval ontdekt John dat Hope ook een dochter is van zijn aartsvijand. Hij zet zijn wraakgevoelens opzij en gaat naar het huis van de familie Moore om hun vergeving te vragen. Daar wordt hij neergeschoten door een bewaker. Terwijl John herstelt van zijn wond, komt Moore tot inkeer en hij wil het weer bijleggen met John. Hope is intussen verliefd op geworden op hem.

## Rolverdeling
| Acteur                 | Personage       |
| ---------------------- | --------------- |
| Percy Marmont          | John Turbin     |
| Jane Novak             | Hope Moore      |
| Eva Novak              | Joy Moore       |
| Cullen Landis          | Harold Trevis   |
| Hobart Bosworth        | Jonathan Moore  |
| Lydia Knott            | Moeder van John |
| Gertrude Short         | Paula           |
| Francis X. Bushman jr. | Jerry           |
| Lincoln Stedman        | Muggsy          |
| George Siegmann        | Crogan          |
| George Beranger        | Leo Friend      |
| Larry Fisher           | Peters          |
| William Humphrey       | Advocaat        |